# Spac
SPAC, eller special-purpose acquisition company, eller blank check-bolag är ett företag som tar in kapital från investerare via en börsnotering med syftet att köpa upp eller gå samman med ett annat bolag. En SPAC erbjuder på så sätt en alternativ väg till börsen för det uppköpta bolaget, utan en traditionell börsnotering som kan vara en mer omfattande process. Exempel på bolag som kommit in på börsen via SPAC är Virgin Galactic och Nikola.

## I Sverige
Investmentbolaget Bure Equity AB var först med att lansera en svensk spac - Bure ACQ, 25 mars 2021. Medfinansiärer är AMF Fonder, Fjärde AP-fonden och SEB Fonder. Bure har en ägarandel på 20 procent och fick in 3, 5 miljarder kronor.